# French Open 2003 (Badminton)
Die French Open 2003 im Badminton fanden vom 20. bis 23. Februar 2003 in der Halle Georges Carpentier auf dem Boulevard Massena in Paris statt. Das Preisgeld betrug 10.000 US-Dollar.

## Sieger und Platzierte
| Disziplin    | Gold                                     | Silber                               | Bronze                               |
| ------------ | ---------------------------------------- | ------------------------------------ | ------------------------------------ |
| Herreneinzel | Marc Zwiebler                            | Joachim Fischer Nielsen              | Sho Sasaki                           |
| Herreneinzel | Marc Zwiebler                            | Joachim Fischer Nielsen              | Eric Pang                            |
| Dameneinzel  | Pi Hongyan                               | Judith Meulendijks                   | Hanny Setiani                        |
| Dameneinzel  | Pi Hongyan                               | Judith Meulendijks                   | Dai Yun                              |
| Herrendoppel | Joachim Fischer Nielsen Carsten Mogensen | Stanislav Pukhov Nikolai Sujew       | Manuel Dubrulle Mihail Popov         |
| Herrendoppel | Joachim Fischer Nielsen Carsten Mogensen | Stanislav Pukhov Nikolai Sujew       | Stephen Foster Paul Trueman          |
| Damendoppel  | Yoshiko Iwata Miyuki Tai                 | Elena Shimko Marina Yakusheva        | Eva Krab Jeanette Lund               |
| Damendoppel  | Yoshiko Iwata Miyuki Tai                 | Elena Shimko Marina Yakusheva        | Natalia Gorodnicheva Elena Sukhareva |
| Mixed        | Jörgen Olsson Frida Andreasson           | Carsten Mogensen Kamilla Rytter Juhl | Michael Jensen Jeanette Lund         |
| Mixed        | Jörgen Olsson Frida Andreasson           | Carsten Mogensen Kamilla Rytter Juhl | Tijs Creemers Silvana De Boer        |

## Finalresultate
| Disziplin    | Sieger                                   | Finalist                             | Ergebnis          |
| ------------ | ---------------------------------------- | ------------------------------------ | ----------------- |
| Herreneinzel | Marc Zwiebler                            | Joachim Fischer Nielsen              | 15-3, 8-15, 15-12 |
| Dameneinzel  | Pi Hongyan                               | Judith Meulendijks                   | 11–1, 11–5        |
| Herrendoppel | Joachim Fischer Nielsen Carsten Mogensen | Stanislav Pukhov Nikolai Sujew       | 15–13, 15-9       |
| Damendoppel  | Yoshiko Iwata Miyuki Tai                 | Elena Shimko Marina Yakusheva        | 11-1, 7-11, 11-9  |
| Mixed        | Jörgen Olsson Frida Andreasson           | Carsten Mogensen Kamilla Rytter Juhl | 5-11, 11-9, 11-7  |